# 大和和紀
大和 和紀（やまと わき、1948年3月13日 - ）は、日本の女性漫画家。北海道札幌市出身、血液型はO型。北星学園女子中学校・高等学校を経て、北星学園女子短期大学（現：北星学園大学短期大学部）卒業。代表作に『はいからさんが通る』、『ヨコハマ物語』、『N.Y.小町』、『あさきゆめみし』など。

## 来歴
旧姓は一ノ関で、一ノ関 和紀名義による作品もある。ペンネームは、実母の旧姓「大和」と本名「和紀」を組み合わせたもの。幼少の頃から和紀を「かずのり」と読まれることも多く、男性によく間違われたために女子校に進学した。高校生の時に漫画を描き始める。この時期、別の高校の同学年だった山岸凉子と知り合っていて、二人で手塚治虫にネームを見てもらっている。
1966年、第5回講談社新人漫画賞の佳作に入選した「どろぼう天使」が『週刊少女フレンド』（講談社）9月13日号に掲載されてデビューする。1968年に北星学園女子短期大学を卒業後、同郷の忠津陽子と共に上京し同じアパートに入居、初の連載となる『ごきげんふたごちゃん』が開始される。1971年から『モンシェリCoCo』の連載が開始され、翌年TBS系でテレビアニメとして放送される。1973年、『ラブパック』（週刊少女フレンド）および『おいらケムケム』（別冊少女フレンド）の連載開始、ケムケムは別冊少女フレンドのマスコットキャラクターとしてグッズが作られ、イメージソングのレコードも発売された。
1975年、『はいからさんが通る』の連載が開始、連載が終了した1977年（昭和52年）、『はいからさんが通る』で第1回講談社漫画賞（少女部門）を受賞する。1978年には舞台化、テレビアニメ化（朝日放送系）される。1978年、『アラミス'78』が『別冊少女フレンド』、『天の果て地の限り』が『mimi』で連載開始。1979年、『あさきゆめみし』が『mimi』で連載開始、1981年、『ヨコハマ物語』が『週刊少女フレンド』で連載開始、1985年、『N.Y.小町』が『週刊少女フレンド』で連載開始される。
1987年、南野陽子主演で『はいからさんが通る』が映画化され、阿部寛が少尉役として俳優デビューする。1988年には『菩提樹』が同じく南野陽子主演で『菩提樹 リンデンバウム』というタイトルで映画化される。
1995年、林真理子原作の『虹のナターシャ』の連載開始、翌年、宝塚歌劇団によって舞台化される。1995年7月12日放送の徹子の部屋に出演する。
1997年、『にしむく士』、『ベビーシッター・ギン!』の連載開始。『ベビーシッター・ギン!』は大野拓朗主演で2019年に実写ドラマ化された。
2009年、『イシュタルの娘〜小野於通伝〜』の連載開始。
2015年12月から翌年1月にかけて、画業50周年を記念しあべのハルカス近鉄本店にて初の回顧展を開催した。

## 人物
かつて講談社編集者で、弘兼憲史の漫画『島耕作』シリーズを長年担当した夫との間に一女あり。夫は2008年に講談社を定年退職。夫婦共に時代小説では池波正太郎のファン。
なお、指揮者の小林研一郎は義兄（小林の妹のソプラノ歌手一ノ関佑子が大和の兄の妻）にあたる。

## 作品リスト

### 漫画作品
- KC：講談社コミックス（KCデラックスも含む） / 講漫：講談社漫画文庫（KCデラックス文庫も含む） / 講青：講談社青い鳥文庫

| 作品名                       | 掲載誌                    | 掲載年          | 単行本                          | 文庫本                             | 注記 |
| ---------------------------- | ------------------------- | --------------- | ------------------------------- | ---------------------------------- | --- |
| どろぼう天使                 | 週刊少女フレンド          | 1966年          |                                 |                                    | デビュー作。講談社新人まんが賞佳作。 |
| Uターン禁止                  | 週刊少女フレンド          | 1968年          |                                 |                                    | |
| オレンジにキッス!            | 週刊少女フレンド          | 1968年 - 1969年 |                                 |                                    | |
| マイ・ピンキー               | なかよし                  | 1969年 - 1970年 |                                 |                                    | |
| ハント ハント ハント         | 週刊少女フレンド          | 1969年 - 1970年 |                                 |                                    | |
| 真由子の日記                 | 週刊少女フレンド          | 1970年 - 1971年 |                                 |                                    | |
| モンシェリCoCo               | 週刊少女フレンド          | 1971年          | KC全3巻                         |                                    | 日仏混血のヒロインがファッション界で奮闘するサクセスストーリー。1972年にテレビアニメ化。 |
| ハロージェミニ!              | 週刊少女フレンド          | 1972年 - 1973年 | KC全2巻                         |                                    | |
| ラブパック                   | 週刊少女フレンド          | 1973年 - 1974年 | KC全3巻                         | 講漫全2巻                          | 平安朝が舞台。光源氏が主要キャラとして登場。1979年に宝塚歌劇団のテレビオリジナル公演形式でテレビドラマ化。 |
| シンデレラの死               |                           |                 | 若木書房全1巻                   |                                    | サンレモにかんぱい! アンジェラの3作品掲載（1974年初版） |
| ひとりぼっち流花             | 週刊少女フレンド          | 1974年          |                                 | 講漫全2巻                          | |
| レディーミツコ               | 別冊少女フレンド          | 1975年 - 1976年 | KC全1巻                         | 講漫「春はあけぼの殺人事件」に併録 | 明治時代にオーストリア貴族と結婚した女性・青山ミツの伝記。 |
| はいからさんが通る           | 週刊少女フレンド          | 1975年 - 1977年 | KCフレンド全8巻 KCデザート全8巻 | 講漫全4巻 講青全2巻                | 大正時代を舞台にした作品。第1回講談社漫画賞少女部門受賞。1978年にテレビアニメ化、1979年に宝塚歌劇団のテレビオリジナル公演形式でドラマ化され、2017年と2020年には宝塚歌劇団の劇場公演として舞台化された他、宝塚歌劇団以外の主演者による公演も1978年、1980年、1991年、1995年に行われた。また1987年には実写映画化、2017年〜2018年にかけて、2部作で劇場アニメ化。青い鳥文庫で小説化（全2巻、時海結以） |
| 薔薇子爵                     | 月刊mimi                  | 1976年          | KC全1巻                         | 講漫全1巻                          | |
| KILLA                        | 週刊少女フレンド          | 1977年 - 1978年 | KC全5巻                         | 講漫全3巻                          | |
| カリフォルニアララバイ       | 別冊少女フレンド          | 1978年          | KC全1巻                         | 講漫全1巻                          | |
| アラミス'78                  | 月刊mimi                  | 1978年 - 1984年 | KC全4巻                         | 講漫全2巻                          | |
| 天の果て 地の限り            | 月刊mimi                  | 1978年 - 1979年 | KC全1巻                         | 講漫全1巻                          | 額田王の物語。1984年、「NUKATA 愛の嵐」の題名で松竹歌劇団で舞台化された。 |
| あさきゆめみし               | 月刊mimi mimi Excellent   | 1979年 - 1993年 | KCmimi全13巻 KC完全版全10巻     | 講漫全7巻 講青全5巻                | 「源氏物語」を描いた作品。宝塚歌劇団で舞台化された。青い鳥文庫で小説化（全5巻、時海結以） |
| 紀元2600年のプレイボール     | 週刊少女フレンド          | 1979年          | KC全5巻                         | 講漫全3巻                          | |
| 翼ある者                     | 週刊少女フレンド          | 1980年          | KC全1巻                         | 講漫全1巻                          | |
| 月光樹                       | 別冊少女フレンド          | 1980年          | KC全1巻                         | 講漫全1巻                          | |
| あい色神話                   | 週刊少女フレンド          | 1980年          | KC全1巻                         | 講漫全1巻                          | |
| ヨコハマ物語                 | 週刊少女フレンド          | 1981年 - 1983年 | KC全8巻                         | 講漫全4巻                          | 明治時代の横浜で暮らす2人の少女の成長を描いた物語。舞台化された。 |
| 影のイゾルデ                 | 週刊少女フレンド          | 1983年          | KC全1巻                         | 講漫全1巻                          | 19世紀後半ボルチモアが舞台のホラーサスペンス |
| フスマランド4.5              | 週刊少女フレンド          | 1984年          | KC全1巻                         | 講漫全1巻「月光樹」に収録          | |
| N.Y.小町                     | 週刊少女フレンド          | 1985年 - 1988年 | KC全8巻                         | 講漫全4巻                          | 跡取りの男子がいない事から男子として育てられたヒロインが出奔し、紆余曲折の末に写真家となり、自らの道を切り開いていくサクセスストーリー。 |
| 菩提樹                       | 週刊少女フレンド          | 1984年 - 1985年 | KC全3巻                         | 講漫全2巻                          | 医学生の青春を描いた作品。南野陽子主演で映画化（1989年）された。 |
| ハイヒールCOP                | Fortnightly mimi 月刊mimi | 1989年 - 1993年 | KC全5巻                         | 講漫全3巻                          | イケメンと犯罪者の検挙をこよなく愛する女性刑事・巡市子が活躍するコメディーシリーズ。 |
| 新・ハイヒールCOP            | mimi Carnival             | 1995年          | KC全1巻                         | 同上（3）                          | |
| 眠らない街から               | 少女フレンド              | 1989年          | KC全1巻                         | 講漫全1巻                          | 東京・銀座で建築家の父と2人で暮らす小学生の少女の日常を描いた叙情短編シリーズ。 |
| A列車でいこう                | 少女フレンド              | 1989年 - 1990年 | KC全1巻                         | 講漫全1巻                          | 「眠らない街から」と同シリーズ。 |
| なんと王子さま!?             | 少女フレンド              | 1990年          | KC全1巻                         | 講漫全1巻                          | アジアの秘境の国（モデルはブータン）王太子と日本人少女モデルとのラブコメ。 |
| 春はあけぼの殺人事件         | 別冊少女フレンド          | 1991年          |                                 | 講漫全1巻                          | 清少納言を主人公に、一条帝の中宮・定子の周りで起きる事件に挑むストーリー。 |
| 天使の果実                   | 月刊mimi                  | 1993年 - 1994年 | KC全3巻                         |                                    | 伊集院静の小説「潮流」を原案に漫画化。モデルの主人公は夏目雅子。 |
| 虹のナターシャ               | 月刊mimi                  | 1995年 - 1997年 | KC全5巻                         | 講漫全2巻                          | 林真理子による原作書き下ろし。宝塚歌劇団で舞台化された。 |
| ベビーシッター・ギン!        | Kiss                      | 1997年 - 2007年 | KC全9巻                         | 講漫全4巻                          | 英国で修業した育児のスペシャリスト・ナニーのギンさんの活躍を描く作品。 |
| にしむく士                   | BE・LOVE                  | 1997年 - 2001年 | KC全5巻                         | 講漫全3巻                          | 江戸時代後期のとある江戸藩屋敷が舞台。 |
| 紅匂ふ                       | BE・LOVE                  | 2003年 - 2007年 | KC全4巻                         | 講漫全3巻                          | 原案は岩崎峰子「芸妓峰子の花いくさ」。京都東山祇園が舞台。 |
| ゼフィルスの森               | BE・LOVE                  | 2008年          | KC全1巻                         |                                    | |
| ポケットの中の奇跡           | Kiss                      | 2008年 - 2009年 | KC全2巻                         |                                    | 短編集 |
| イシュタルの娘〜小野於通伝〜 | BE・LOVE                  | 2009年 - 2017年 | KC全16巻                        |                                    | 安土桃山時代に実在した小野お通を主人公にした歴史漫画。 |

### その他
- はいからちゃんがやってきた!〈EKUBOママシリーズ〉講談社 1998年 - 子育てエッセイ
- こうさぎのうみ〈世界の絵本〉講談社 1998年 - ガビン・ビショップ作の絵本を翻訳
- 夢・花・麗紗　大和和紀自選集[17] 南風社 1992年
- 彩―大和和紀画業50周年記念画集 講談社 2016年3月 - 画集は「あさきゆめみし」関連も刊
- 「はいからさんが通る」と大和和紀ワールド 宝島社 2017年9月 - 50周年展図録、外舘惠子編
- 総特集 大和和紀 河出書房新社〈文藝別冊〉2021年7月 - デビュー55周年記念ムック
- 大和和紀『あさきゆめみし』と源氏物語の世界 平凡社〈太陽の地図帖〉、2023年

## その他の活動
- 講談社漫画賞・選考委員 - 第42回（2018年）から第46回（2022年）まで

## アシスタント
- 小野弥夢
- 西尚美[18]
- 河あきら

## 関連番組
- 趣味百科『少女コミックを描く』第11回（1991年6月11日 NHK教育） - アトリエ訪問コーナーに登場
- おしゃれ工房『大和和紀の源氏物語』（1998年7月 NHK教育）
- BSマンガ夜話『はいからさんが通る』（2004年2月23日 NHK BS2） - 本人出演なし。ゲストはわかぎえふ。

## 関連商品
- 『大和和紀のスチュワーデスゲーム』 - 1977年から1980年にかけてエポック社が出していた「まんがゲームシリーズ」のひとつ。すごろく形式でヨーロッパの主要都市を回る。